# Kraftwerkstechnik
Als Kraftwerkstechnik wird die eingesetzte Technik zur Energieumwandlung, zur Stromerzeugung und zur Energieübertragung eines Kraftwerks bezeichnet. Je nach Typ unterscheiden sich die angewandten Techniken mehr oder weniger deutlich (z. B. Turbine – Generator bei Wärmekraftwerken).
Allen Kraftwerken ist gemeinsam, dass eine Energiequelle genutzt wird, deren Energie durch mechanische, thermische, chemische oder elektrische Transformation in einen elektrischen Strom umgewandelt wird, der für elektrischen Verbraucher in Industrie oder Privathaushalten nutzbar ist.

## Grundprinzipien für die Auslegung der Kraftwerktechnik
- Geringe Stromerzeugungskosten (Cent/kWh)
- Gute Umweltverträglichkeit
- Hohe Verfügbarkeit des Kraftwerkes
- Hohe Verfügbarkeit des Energierohstoffes
- Lange Lebensdauer
- Netzabhängige Fahrweisen (hohe Leistungsgradienten)

## Teilgebiete der Kraftwerktechnik
- Druckbehälter- und Kesselbau
- Kerntechnik
- Strömungslehre/Thermodynamik (Rohrleitungen, Dampferzeuger)
- Leittechnik (Regelungs- und Messtechnik, Wartentechnik)
- Überwachungseinrichtungen (Abgas, Strahlung, SÜS, KÜS, LÜS)
- elektrische Maschinen (Generator, Elektromotoren, Transformatoren)
- Turbosatz (Dampf-, Gas- und Wasserturbinen)
- Elektronische Datenverarbeitung (Prozessrechner)
- Hebezeuge und Fördereinrichtungen
- Chemische Überwachung der Prozessmedien (Speise- und Kühlwasser)